# Liste des aéroports canadiens par indicateur d'emplacement : CY
Cette liste d'aéroports reprend l'ordre alphabétique suivi par le « TC LID ». Le « TC LID » est le « lieu d'identification » donné par Transports Canada, représentant le nom et le lieu d'un aéroport. C'est une aide de direction pour aider la circulation aérienne, les télécommunications et les programmes d'ordinateur.
Le format des entrées sont:
Lieu d'identification (TC LID) - IATA - Nom de l'aéroport (nom alternatif) - Communauté de l'aéroport - Province
Les aéroports du Réseau national des aéroports sont en caractères gras.

## CA -Canada- CAN[1],[2]
| TC LID | IATA | Nom de l'aéroport                                                                                              | Communauté                        | Province                  |
| ------ | ---- | --- | --------------------------------- | ------------------------- |
| CYAB   |      | Aéroport d'Arctic Bay                                                                                          | Arctic Bay                        | Nunavut                   |
| CYAC   | YAC  | Aéroport de Cat Lake                                                                                           | Cat Lake                          | Ontario                   |
| CYAD   | YAR  | Aéroport de La Grande-3                                                                                        | Centrale La Grande-3              | Québec                    |
| CYAG   | YAG  | Aéroport municipal de Fort Frances                                                                             | Fort Frances                      | Ontario                   |
| CYAH   | YAH  | Aéroport de La Grande-4                                                                                        | Centrale La Grande-4              | Québec                    |
| CYAL   | YAL  | Aéroport d'Alert Bay                                                                                           | Alert Bay                         | Colombie-Britannique      |
| CYAM   | YAM  | Aéroport de Sault-Sainte-Marie                                                                                 | Sault Ste. Marie                  | Ontario                   |
| CYAQ   | XKS  | Aéroport de Kasabonika                                                                                         | Kasabonika                        | Ontario                   |
| CYAS   | YKG  | Aéroport de Kangirsuk                                                                                          | Kangirsuk                         | Québec                    |
| CYAT   | YAT  | Aéroport d'Attawapiskat                                                                                        | Attawapiskat                      | Ontario                   |
| CYAU   |      | Aéroport de Liverpool/South Shore Regional                                                                     | Liverpool                         | Nouvelle-Écosse           |
| CYAV   |      | Aéroport de Winnipeg/St. Andrews                                                                               | St. Andrews                       | Manitoba                  |
| CYAW   | YAW  | Héliport d'Halifax/Shearwater (CFB Shearwater)                                                                 | Shearwater                        | Nouvelle-Écosse           |
| CYAX   |      | Aéroport du Lac du Bonnet                                                                                      | Lac du Bonnet                     | Manitoba                  |
| CYAY   | YAY  | Aéroport de St. Anthony                                                                                        | St. Anthony                       | Terre-Neuve-et-Labrador   |
| CYAZ   | YAZ  | Aéroport de Tofino-Long Beach                                                                                  | Tofino                            | Colombie-Britannique      |
| CYBA   |      | Aéroport de Banff                                                                                              | Banff                             | Alberta                   |
| CYBB   | YBB  | Aéroport de Kugaaruk                                                                                           | Kugaaruk                          | Nunavut                   |
| CYBC   | YBC  | Aéroport de Baie-Comeau                                                                                        | Baie-Comeau                       | Québec                    |
| CYBD   | YBD  | Aéroport de Bella Coola                                                                                        | Bella Coola                       | Colombie-Britannique      |
| CYBE   | YBE  | Aéroport d'Uranium City                                                                                        | Uranium City                      | Saskatchewan              |
| CYBF   |      | Aéroport de Bonnyville                                                                                         | Bonnyville                        | Alberta                   |
| CYBG   | YBG  | CFB Bagotville (Aéroport de Bagotville)                                                                        | Bagotville                        | Québec                    |
| CYBK   | YBK  | Aéroport de Baker Lake                                                                                         | Baker Lake                        | Nunavut                   |
| CYBL   | YBL  | Aéroport de Campbell River                                                                                     | Campbell River                    | Colombie-Britannique      |
| CYBN   | YBN  | Héliport Borden                                                                                                | Borden                            | Ontario                   |
| CYBP   |      | Aéroport régional de Brooks                                                                                    | Brooks                            | Alberta                   |
| CYBQ   | XTL  | Aéroport de Tadoule Lake                                                                                       | Tadoule Lake                      | Manitoba                  |
| CYBR   | YBR  | Aérodrome de Brandon (Aéroport Brandon Municipal, McGill Field)                                                | Brandon                           | Manitoba                  |
| CYBT   | YBT  | Aéroport de Brochet                                                                                            | Brochet                           | Manitoba                  |
| CYBU   | YBU  | Aéroport de Nipawin                                                                                            | Nipawin                           | Saskatchewan              |
| CYBV   | YBV  | Aéroport de Berens River                                                                                       | Berens River                      | Manitoba                  |
| CYBW   |      | Aéroport de Calgary/Springbank (Aéroport Springbank)                                                           | Calgary                           | Alberta                   |
| CYBX   | YBX  | Aéroport Lourdes-de-Blanc-Sablon                                                                               | Blanc-Sablon                      | Québec                    |
| CYCA   | YRF  | Aéroport de Cartwright                                                                                         | Cartwright                        | Terre-Neuve-et-Labrador   |
| CYCB   | YCB  | Aéroport de Cambridge Bay                                                                                      | Cambridge Bay                     | Nunavut                   |
| CYCC   | YCC  | Aéroport régional de Cornwall                                                                                  | Cornwall                          | Ontario                   |
| CYCD   | YCD  | Aéroport de Nanaimo                                                                                            | Nanaimo                           | Colombie-Britannique      |
| CYCE   | YCE  | Aérodrome de Centralia/James T. Field Memorial                                                                 | Centralia                         | Ontario                   |
| CYCG   | YCG  | Aéroport de Castlegar/West Kootenay Regional (Aéroport Castlegar)                                              | Castlegar                         | Colombie-Britannique      |
| CYCH   | YCH  | Aéroport de Miramichi                                                                                          | Miramichi                         | Nouveau-Brunswick         |
| CYCL   | YCL  | Aéroport de Charlo                                                                                             | Charlo                            | Nouveau-Brunswick         |
| CYCN   | YCN  | Aéroport de Cochrane                                                                                           | Cochrane                          | Ontario                   |
| CYCO   | YCO  | Aéroport de Kugluktuk                                                                                          | Kugluktuk                         | Nunavut                   |
| CYCP   | YCP  | Aéroport de Blue River                                                                                         | Blue River                        | Colombie-Britannique      |
| CYCQ   | YCQ  | Aéroport de Chetwynd                                                                                           | Chetwynd                          | Colombie-Britannique      |
| CYCR   | YCR  | Aéroport de Cross Lake (en)                                                                                    | Cross Lake                        | Manitoba                  |
| CYCS   | YCS  | Aéroport de Chesterfield Inlet                                                                                 | Chesterfield Inlet                | Nunavut                   |
| CYCT   |      | Aéroport de Coronation                                                                                         | Coronation                        | Alberta                   |
| CYCW   | YCW  | Aéroport de Chilliwack                                                                                         | Chilliwack                        | Colombie-Britannique      |
| CYCX   | YCX  | Héliport de Gagetown (CFB Gagetown)                                                                            | Oromocto                          | Nouveau-Brunswick         |
| CYCY   | YCY  | Aéroport de Clyde River                                                                                        | Clyde River                       | Nunavut                   |
| CYCZ   | YCZ  | Aéroport de Fairmont Hot Springs                                                                               | Fairmont Hot Springs              | Colombie-Britannique      |
| CYDA   | YDA  | Aéroport de Dawson City                                                                                        | Dawson City                       | Yukon                     |
| CYDB   | YDB  | Aéroport de Burwash                                                                                            | Burwash Landing                   | Yukon                     |
| CYDC   |      | Aérodrome de Princeton                                                                                         | Princeton                         | Colombie-Britannique      |
| CYDF   | YDF  | Aéroport régional de Deer Lake                                                                                 | Deer Lake                         | Terre-Neuve-et-Labrador   |
| CYDH   |      | Héliport d'Ottawa/Dwyer Hill                                                                                   | Ottawa                            | Ontario                   |
| CYDL   | YDL  | Aéroport de Dease Lake                                                                                         | Dease Lake                        | Colombie-Britannique      |
| CYDM   | YDM  | Aéroport de Ross River                                                                                         | Ross River                        | Yukon                     |
| CYDN   | YDN  | Aéroport de Dauphin (en)                                                                                       | Dauphin                           | Manitoba                  |
| CYDO   | YDO  | Aéroport de Dolbeau-Saint-Félicien                                                                             | Dolbeau-Mistassini                | Québec                    |
| CYDP   | YDP  | Aéroport de Nain                                                                                               | Nain                              | Terre-Neuve-et-Labrador   |
| CYDQ   | YDQ  | Aéroport de Dawson Creek                                                                                       | Dawson Creek                      | Colombie-Britannique      |
| CYEA   |      | Aéroport d'Empress                                                                                             | Empress                           | Alberta                   |
| CYED   | YED  | Héliport de Edmonton/Namao (CFB Edmonton)                                                                      | Edmonton                          | Alberta                   |
| CYEE   | YEE  | Aéroport de Midland/Huronia                                                                                    | Midland                           | Ontario                   |
| CYEG   | YEG  | Aéroport international d'Edmonton                                                                              | Nisku                             | Alberta                   |
| CYEK   | YEK  | Aéroport d'Arviat                                                                                              | Arviat                            | Nunavut                   |
| CYEL   | YEL  | Aéroport municipal d'Elliot Lake                                                                               | Elliot Lake                       | Ontario                   |
| CYEM   | YEM  | Aéroport de Manitowaning/Manitoulin East                                                                       | Manitowaning                      | Ontario                   |
| CYEN   | YEN  | Aérodrome régional d'Estevan                                                                                   | Estevan                           | Saskatchewan              |
| CYER   | YER  | Aéroport de Fort Severn                                                                                        | Fort Severn                       | Ontario                   |
| CYES   |      | Aéroport d'Edmundston                                                                                          | Edmundston                        | Nouveau-Brunswick         |
| CYET   | YET  | Aéroport d'Edson                                                                                               | Edson                             | Alberta                   |
| CYEU   | YEU  | Aérodrome d'Eureka                                                                                             | Eureka                            | Nunavut                   |
| CYEV   | YEV  | Aéroport d'Inuvik (Mike Zubko)                                                                                 | Inuvik                            | Territoires du Nord-Ouest |
| CYEY   | YEY  | Aéroport d'Amos-Magny                                                                                          | Amos                              | Québec                    |
| CYFA   | YFA  | Aéroport de Fort Albany                                                                                        | Fort Albany                       | Ontario                   |
| CYFB   | YFB  | Aéroport d'Iqaluit                                                                                             | Iqaluit                           | Nunavut                   |
| CYFC   | YFC  | Aéroport international de Frédéricton                                                                          | Fredericton                       | Nouveau-Brunswick         |
| CYFD   | YFD  | Aéroport de Brantford                                                                                          | Brantford                         | Ontario                   |
| CYFE   | YFE  | Aéroport de Forestville                                                                                        | Forestville                       | Québec                    |
| CYFH   | YFH  | Aéroport de Fort Hope                                                                                          | Fort Hope                         | Ontario                   |
| CYFJ   |      | La Macaza – Aéroport International Mont Tremblant (Aéroport La Macaza/Mont-Tremblant International Inc)        | Mont-Tremblant                    | Québec                    |
| CYFO   | YFO  | Aéroport Flin Flon                                                                                             | Flin Flon                         | Manitoba                  |
| CYFR   | YFR  | Aéroport de Fort Resolution                                                                                    | Fort Resolution                   | Territoires du Nord-Ouest |
| CYFS   | YFS  | Aéroport Fort Simpson                                                                                          | Fort Simpson                      | Territoires du Nord-Ouest |
| CYFT   | YMN  | Aéroport Makkovikt                                                                                             | Makkovik                          | Terre-Neuve-et-Labrador   |
| CYGB   | YGB  | TAéroport exada/Gillies Bay                                                                                    | Île Texada                        | Colombie-Britannique      |
| CYGD   | YGD  | Aéroport Goderich (Aéroport Goderich Municipal)                                                                | Goderich                          | Ontario                   |
| CYGE   | YGE  | Aéroport Golden                                                                                                | Golden                            | Colombie-Britannique      |
| CYGH   | YGH  | Aéroport de Fort Good Hope                                                                                     | Fort Good Hope                    | Territoires du Nord-Ouest |
| CYGK   | YGK  | Aéroport Kingston/Norman Rogers (Aéroport Kingston)                                                            | Kingston                          | Ontario                   |
| CYGL   | YGL  | Aéroport de Radisson Grande-Rivière                                                                            | Radisson                          | Québec                    |
| CYGM   | YGM  | Aéroport Gimli Industrial Park                                                                                 | Gimli                             | Manitoba                  |
| CYGO   | YGO  | Aéroport de Gods Lake Narrows                                                                                  | Gods Lake Narrows                 | Manitoba                  |
| CYGP   | YGP  | Aéroport Michel-Pouliot de Gaspé                                                                               | Gaspé                             | Québec                    |
| CYGQ   | YGQ  | Aéroport régional Geraldton-Greenstone                                                                         | Geraldton                         | Ontario                   |
| CYGR   | YGR  | Aéroport des Îles-de-la-Madeleine                                                                              | Îles de la Madeleine              | Québec                    |
| CYGT   | YGT  | Aéroport d'Igloolik                                                                                            | Igloolik                          | Nunavut                   |
| CYGV   | YGV  | Aéroport de Havre-Saint-Pierre                                                                                 | Havre-Saint-Pierre                | Québec                    |
| CYGW   | YGW  | Aéroport de Kuujjuarapik                                                                                       | Kuujjuarapik                      | Québec                    |
| CYGX   | YGX  | Aéroport de Gillam                                                                                             | Gillam                            | Manitoba                  |
| CYGZ   | YGZ  | Aéroport de Grise Fiord                                                                                        | Grise Fiord                       | Nunavut                   |
| CYHA   | YQC  | Aéroport de Quaqtaq                                                                                            | Quaqtaq                           | Québec                    |
| CYHB   | YHB  | Aéroport de Hudson Bay                                                                                         | Hudson Bay                        | Saskatchewan              |
| CYHC   | CXH  | Hydroaéroport Vancouver Harbour (Vancouver Coal Harbour Seaplane Base)                                         | Vancouver                         | Colombie-Britannique      |
| CYHD   | YHD  | Aéroport Dryden Regional                                                                                       | Dryden                            | Ontario                   |
| CYHE   | YHE  | Aérodrome de Hope                                                                                              | Hope                              | Colombie-Britannique      |
| CYHF   | YHF  | Aéroport municipal René Fontaine de Hearst                                                                     | Hearst                            | Ontario                   |
| CYHH   | YNS  | Aéroport de Nemiscau                                                                                           | Nemaska                           | Québec                    |
| CYHI   | YHI  | Aéroport d'Ulukhaktok-Holman                                                                                   | Ulukhaktok                        | Territoires du Nord-Ouest |
| CYHK   | YHK  | Aéroport de Gjoa Haven                                                                                         | Gjoa Haven                        | Nunavut                   |
| CYHM   | YHM  | Aéroport Hamilton/John C. Munro International (Aéroport John C. Munro Hamilton International)                  | Hamilton                          | Ontario                   |
| CYHN   | YHN  | Aéroport municipal de Hornepayne                                                                               | Hornepayne                        | Ontario                   |
| CYHO   | YHO  | Aéroport de Hopedale                                                                                           | Hopedale                          | Terre-Neuve-et-Labrador   |
| CYHR   | YHR  | Aéroport de Chevery                                                                                            | Chevery                           | Québec                    |
| CYHT   | YHT  | Aéroport de Haines Junction                                                                                    | Haines Junction                   | Yukon                     |
| CYHU   | YHU  | Aéroport Montréal/Saint-Hubert                                                                                 | Longueuil                         | Québec                    |
| CYHY   | YHY  | Aéroport de Hay River-Merlyn Carter                                                                            | Hay River                         | Territoires du Nord-Ouest |
| CYHZ   | YHZ  | Aéroport international Stanfield d'Halifax                                                                     | Halifax (Nouvelle-Écosse):Halifax | Nouvelle-Écosse           |
| CYIB   | YIB  | Aéroport municipal d'Atikokan                                                                                  | Atikokan                          | Ontario                   |
| CYID   | YDG  | Aéroport régional de Digby-Annapolis                                                                           | Digby                             | Nouvelle-Écosse           |
| CYIF   | YIF  | Aéroport Saint-Augustin                                                                                        | Saint-Augustin                    | Québec                    |
| CYIK   | YIK  | Aéroport Ivujivik                                                                                              | Ivujivik                          | Québec                    |
| CYIO   | YIO  | Aéroport Pond Inlet                                                                                            | Pond Inlet                        | Nunavut                   |
| CYIV   | YIV  | Aéroport Island Lake                                                                                           | Island Lake                       | Manitoba                  |
| CYJA   |      | Aéroport Jasper                                                                                                | Jasper                            | Alberta                   |
| CYJF   | YJF  | Aéroport Fort Liard                                                                                            | Fort Liard                        | Territoires du Nord-Ouest |
| CYJM   | YJM  | Aéroport Fort St. James (Perison)                                                                              | Fort St. James                    | Colombie-Britannique      |
| CYJN   | YJN  | Aéroport Saint-Jean (Aéroport Saint-Jean-sur-Richelieu)                                                        | Saint-Jean-sur-Richelieu          | Québec                    |
| CYJP   |      | Aéroport Fort Providence                                                                                       | Fort Providence                   | Territoires du Nord-Ouest |
| CYJQ   | ZEL  | Aérodrome Denny Island                                                                                         | Bella Bella                       | Colombie-Britannique      |
| CYJT   | YJT  | Aéroport International Stephenville (Aéroport Stephenville)                                                    | Stephenville                      | Terre-Neuve-et-Labrador   |
| CYKA   | YKA  | Aéroport Kamloops                                                                                              | Kamloops                          | Colombie-Britannique      |
| CYKC   |      | Aéroport Collins Bay                                                                                           | Collins Bay                       | Saskatchewan              |
| CYKD   | LAK  | Aéroport Aklavik/Freddie Carmichael                                                                            | Aklavik                           | Territoires du Nord-Ouest |
| CYKF   | YKF  | Aéroport Region of Waterloo International (Aéroport Kitchener/Waterloo Regional)                               | Waterloo                          | Ontario                   |
| CYKG   |      | Aéroport Kangiqsujuaq (Wakeham Bay)                                                                            | Kangiqsujuaq                      | Québec                    |
| CYKJ   | YKJ  | Aéroport Key Lake                                                                                              | Key Lake                          | Saskatchewan              |
| CYKL   | YKL  | Aéroport Schefferville                                                                                         | Schefferville                     | Québec                    |
| CYKO   | AKV  | Aéroport Akulivik                                                                                              | Akulivik                          | Québec                    |
| CYKQ   | YKQ  | Aéroport Waskaganish                                                                                           | Waskaganish                       | Québec                    |
| CYKX   | YKX  | Aéroport Kirkland Lake                                                                                         | Kirkland Lake                     | Ontario                   |
| CYKY   | YKY  | Aéroport Kindersley Regional                                                                                   | Kindersley                        | Saskatchewan              |
| CYKZ   | YKZ  | Aéroport Toronto/Buttonville Municipal (Aéroport Buttonville Municipal)                                        | Buttonville                       | Ontario                   |
| CYLA   | YPJ  | Aéroport Aupaluk                                                                                               | Aupaluk                           | Québec                    |
| CYLB   |      | Aéroport Lac La Biche                                                                                          | Lac La Biche                      | Alberta                   |
| CYLC   | YLC  | Aéroport Kimmirut                                                                                              | Kimmirut                          | Nunavut                   |
| CYLD   | YLD  | Aéroport Chapleau                                                                                              | Chapleau                          | Ontario                   |
| CYLH   | YLH  | Aéroport Lansdowne House                                                                                       | Lansdowne House                   | Ontario                   |
| CYLJ   | YLJ  | Aéroport Meadow Lake                                                                                           | Meadow Lake                       | Saskatchewan              |
| CYLK   |      | Aéroport Lutselk'e                                                                                             | Lutselk'e                         | Territoires du Nord-Ouest |
| CYLL   | YLL  | Aéroport Lloydminster                                                                                          | Lloydminster                      | Alberta                   |
| CYLQ   | YLQ  | Aéroport La Tuque                                                                                              | La Tuque                          | Québec                    |
| CYLR   | YLR  | Aéroport Leaf Rapids                                                                                           | Leaf Rapids                       | Manitoba                  |
| CYLS   |      | Aéroport Barrie-Orillia/Lake Simcoe                                                                            | Barrie/Orillia                    | Ontario                   |
| CYLT   | YLT  | Aéroport Alert                                                                                                 | Alert                             | Nunavut                   |
| CYLU   | XGR  | Aéroport Kangiqsualujjuaq (Georges River)                                                                      | Kangiqsualujjuaq                  | Québec                    |
| CYLW   | YLW  | Aéroport international de Kelowna                                                                              | Kelowna                           | Colombie-Britannique      |
| CYMA   | YMA  | Aéroport Mayo                                                                                                  | Mayo                              | Yukon                     |
| CYME   | YME  | Aéroport Russell-Burnett                                                                                       | Matane                            | Québec                    |
| CYMG   | YMG  | Aéroport Manitouwadge                                                                                          | Manitouwadge                      | Ontario                   |
| CYMH   | YMH  | Aéroport Mary's Harbour                                                                                        | Mary's Harbour                    | Terre-Neuve-et-Labrador   |
| CYMJ   | YMJ  | CFB Moose Jaw (Aéroport Moose Jaw/Air Vice Marshal C.M. McEwen)                                                | Moose Jaw                         | Saskatchewan              |
| CYML   | YML  | Aéroport Charlevoix                                                                                            | Charlevoix                        | Québec                    |
| CYMM   | YMM  | Aéroport Fort McMurray                                                                                         | Fort McMurray                     | Alberta                   |
| CYMO   | YMO  | Aéroport Moosonee                                                                                              | Moosonee                          | Ontario                   |
| CYMT   | YMT  | Aéroport Chibougamau/Chapais                                                                                   | Chibougamau                       | Québec                    |
| CYMU   | YUD  | Aéroport Umiujaq                                                                                               | Umiujaq                           | Québec                    |
| CYMW   | YMW  | Aéroport Maniwaki                                                                                              | Maniwaki                          | Québec                    |
| CYMX   | YMX  | Aéroport international Montréal-Mirabel (Aéroport International Montréal (Mirabel))                            | Montréal                          | Québec                    |
| CYNA   | YNA  | Aéroport Natashquan                                                                                            | Natashquan                        | Québec                    |
| CYNC   | YNC  | Aéroport Wemindji                                                                                              | Wemindji                          | Québec                    |
| CYND   | YND  | Aéroport exécutif Gatineau-Ottawa (Aéroport Ottawa/Gatineau)                                                   | Gatineau                          | Québec                    |
| CYNE   | YNE  | Aéroport Norway House                                                                                          | Norway House                      | Manitoba                  |
| CYNH   | YNH  | Aéroport Hudson's Hope                                                                                         | Hudson's Hope                     | Colombie-Britannique      |
| CYNJ   | YNJ  | Aéroport régional de Langley (Aéroport Langley)                                                                | Langley                           | Colombie-Britannique      |
| CYNL   | YNL  | Aéroport Points North Landing                                                                                  | Points North Landing              | Saskatchewan              |
| CYNM   | YNM  | Aéroport Matagami                                                                                              | Matagami                          | Québec                    |
| CYNN   |      | Aéroport Nejanilini Lake                                                                                       | Nejanilini Lake                   | Manitoba                  |
| CYNR   |      | Aéroport Fort MacKay/Horizon                                                                                   | Fort MacKay                       | Alberta                   |
| CYOA   | YOA  | Aéroport Ekati                                                                                                 | Ekati Diamond Mine                | Territoires du Nord-Ouest |
| CYOC   | YOC  | AéroportOld Crow                                                                                               | Old Crow                          | Yukon                     |
| CYOD   | YOD  | CFB Cold Lake (Aéroport Cold Lake/Group Captain R.W. McNair)                                                   | Cold Lake                         | Alberta                   |
| CYOH   | YOH  | Aéroport d'Oxford House                                                                                        | Oxford House                      | Manitoba                  |
| CYOJ   | YOJ  | Aéroport High Level                                                                                            | High Level                        | Alberta                   |
| CYOO   | YOO  | Aéroport Toronto/Oshawa Municipal                                                                              | Oshawa                            | Ontario                   |
| CYOP   |      | Aéroport Rainbow Lake                                                                                          | Rainbow Lake                      | Alberta                   |
| CYOS   | YOS  | Aéroport Owen Sound Billy Bishop Regional (Aéroport Billy Bishop Regional)                                     | Owen Sound                        | Ontario                   |
| CYOW   | YOW  | Aéroport international Macdonald-Cartier (Aéroport international Macdonald-Cartier d'Ottawa)                   | Ottawa                            | Ontario                   |
| CYOY   | YOY  | Héliport Valcartier (W/C J.H.L. (Joe) Lecomte) (CFB Valcartier)                                                | Valcartier                        | Québec                    |
| CYP2   |      | Héliport Halifax (Windsor Park)                                                                                | Halifax                           | Nouvelle-Écosse           |
| CYPA   | YPA  | Aéroport Prince Albert (Glass Field)                                                                           | Prince Albert                     | Saskatchewan              |
| CYPC   | YPC  | Aéroport Paulatuk (Nora Aliqatchialuk Ruben)                                                                   | Paulatuk                          | Territoires du Nord-Ouest |
| CYPD   | YPS  | Aéroport Port Hawkesbury                                                                                       | Port Hawkesbury                   | Nouvelle-Écosse           |
| CYPE   | YPE  | Aéroport Peace River                                                                                           | Peace River                       | Alberta                   |
| CYPG   | YPG  | Aéroport Portage La Prairie/Southport                                                                          | Portage la Prairie                | Manitoba                  |
| CYPH   | YPH  | Aéroport Inukjuak                                                                                              | Inukjuak                          | Québec                    |
| CYPK   | YPK  | Aéroport Pitt Meadows (Aéroport Pitt Meadows Regional)                                                         | Pitt Meadows                      | Colombie-Britannique      |
| CYPL   | YPL  | Aéroport de Pickle Lake                                                                                        | Pickle Lake                       | Ontario                   |
| CYPM   | YPM  | Aéroport de Pikangikum                                                                                         | Pikangikum                        | Ontario                   |
| CYPN   | YPN  | Aéroport de Port-Menier                                                                                        | Port-Menier                       | Québec                    |
| CYPO   | YPO  | Aéroport de Peawanuck                                                                                          | Peawanuck                         | Ontario                   |
| CYPP   |      | Aéroport de Parent                                                                                             | Parent                            | Québec                    |
| CYPQ   | YPQ  | Aéroport de Peterborough                                                                                       | Peterborough                      | Ontario                   |
| CYPR   | YPR  | Aéroport de Prince Rupert                                                                                      | Prince Rupert                     | Colombie-Britannique      |
| CYPS   |      | Aérodrome de Pemberton                                                                                         | Pemberton                         | Colombie-Britannique      |
| CYPT   |      | Aéroport de Pelee Island                                                                                       | Pelée                             | Ontario                   |
| CYPU   | YPU  | Aéroport de Puntzi Mountain                                                                                    | Puntzi Mountain                   | Colombie-Britannique      |
| CYPW   | YPW  | Aéroport de Powell River                                                                                       | Powell River                      | Colombie-Britannique      |
| CYPX   |      | Aéroport de Puvirnituq                                                                                         | Puvirnituq                        | Québec                    |
| CYPY   | YPY  | Aéroport de Fort Chipewyan                                                                                     | Fort Chipewyan                    | Alberta                   |
| CYPZ   | YPZ  | Aéroport de Burns Lake                                                                                         | Burns Lake                        | Colombie-Britannique      |
| CYQA   | YQA  | Aéroport Muskoka                                                                                               | Muskoka                           | Ontario                   |
| CYQB   | YQB  | Aéroport international Jean-Lesage de Québec (Aéroport Québec/Jean Lesage International)                       | Québec                            | Québec                    |
| CYQD   | YQD  | Aéroport The Pas                                                                                               | The Pas                           | Manitoba                  |
| CYQF   | YQF  | Aéroport Red Deer Regional                                                                                     | Red Deer                          | Alberta                   |
| CYQG   | YQG  | Aéroport Windsor                                                                                               | Windsor                           | Ontario                   |
| CYQH   | YQH  | Aéroport Watson Lake                                                                                           | Watson Lake                       | Yukon                     |
| CYQI   | YQI  | Aéroport Yarmouth                                                                                              | Yarmouth                          | Nouvelle-Écosse           |
| CYQK   | YQK  | Aéroport Kenora                                                                                                | Kenora                            | Ontario                   |
| CYQL   | YQL  | Aéroport Lethbridge County (Aéroport Lethbridge)                                                               | Lethbridge                        | Alberta                   |
| CYQM   | YQM  | Aéroport international du Grand Moncton (Aéroport International de Moncton)                                    | Moncton                           | Nouveau-Brunswick         |
| CYQN   | YQN  | Aéroport de Nakina                                                                                             | Nakina                            | Ontario                   |
| CYQQ   | YQQ  | CFB Comox (Aéroport Comox)                                                                                     | Comox                             | Colombie-Britannique      |
| CYQR   | YQR  | Aéroport international de Regina                                                                               | Regina                            | Saskatchewan              |
| CYQS   | YQS  | Aéroport municipal de St. Thomas                                                                               | St. Thomas                        | Ontario                   |
| CYQT   | YQT  | Aéroport international de Thunder Bay (Aéroport Thunder Bay)                                                   | Thunder Bay                       | Ontario                   |
| CYQU   | YQU  | Aéroport Grande Prairie                                                                                        | Grande Prairie                    | Alberta                   |
| CYQV   | YQV  | Aéroport Yorkton Municipal                                                                                     | Yorkton                           | Saskatchewan              |
| CYQW   | YQW  | Aéroport North Battleford                                                                                      | North Battleford                  | Saskatchewan              |
| CYQX   | YQX  | Aéroport international de Gander                                                                               | Gander                            | Terre-Neuve-et-Labrador   |
| CYQY   | YQY  | Aéroport Sydney/J.A. Douglas McCurdy                                                                           | Sydney                            | Nouvelle-Écosse           |
| CYQZ   | YQZ  | Aéroport Quesnel                                                                                               | Quesnel                           | Colombie-Britannique      |
| CYRA   | YRA  | Aéroport Gamètì/Rae Lakes                                                                                      | Gamèti                            | Territoires du Nord-Ouest |
| CYRB   | YRB  | Aéroport Resolute Bay                                                                                          | Resolute                          | Nunavut                   |
| CYRC   |      | Aérodrome Chicoutimi/Saint-Honore                                                                              | Chicoutimi                        | Québec                    |
| CYRI   | YRI  | Aéroport de Rivière-du-Loup                                                                                    | Rivière-du-Loup                   | Québec                    |
| CYRJ   | YRJ  | Aéroport Roberval                                                                                              | Roberval                          | Québec                    |
| CYRL   | YRL  | Aéroport Red Lake                                                                                              | Red Lake                          | Ontario                   |
| CYRM   | YRM  | Aéroport Rocky Mountain House                                                                                  | Rocky Mountain House              | Alberta                   |
| CYRO   | YRO  | Aéroport Ottawa/Rockcliffe (Aéroport Rockcliffe)                                                               | Ottawa                            | Ontario                   |
| CYRP   | YRP  | Aéroport Ottawa/Carp (Aéroport Carp)                                                                           | Carp                              | Ontario                   |
| CYRQ   | YRQ  | Aéroport de Trois-Rivières                                                                                     | Trois-Rivières                    | Québec                    |
| CYRS   | YRS  | Aéroport de Red Sucker Lake                                                                                    | Red Sucker Lake                   | Manitoba                  |
| CYRT   | YRT  | Aéroport de Rankin Inlet                                                                                       | Rankin Inlet                      | Nunavut                   |
| CYRV   | YRV  | Aéroport de Revelstoke                                                                                         | Revelstoke                        | Colombie-Britannique      |
| CYSB   | YSB  | Aéroport de Sudbury (Aéroport Grand Sudbury)                                                                   | Grand Sudbury                     | Ontario                   |
| CYSC   | YSC  | Aéroport de Sherbrooke                                                                                         | Sherbrooke                        | Québec                    |
| CYSD   | YSD  | Héliport Suffield (CFB Suffield)                                                                               | Suffield                          | Alberta                   |
| CYSE   | YSE  | Aéroport Squamish                                                                                              | Squamish                          | Colombie-Britannique      |
| CYSF   | YSF  | Aéroport de Stony Rapids                                                                                       | Stony Rapids                      | Saskatchewan              |
| CYSG   |      | Aérodrome Saint-Georges                                                                                        | Saint-Georges                     | Québec                    |
| CYSH   | YSH  | Aéroport Smiths Falls-Montague (Aéroport Smiths Falls-Montague (Russ Beach))                                   | Smiths Falls                      | Ontario                   |
| CYSJ   | YSJ  | Aéroport de Saint-Jean                                                                                         | Saint-Jean                        | Nouveau-Brunswick         |
| CYSK   | YSK  | Aérodrome de Sanikiluaq                                                                                        | Sanikiluaq                        | Nunavut                   |
| CYSL   | YSL  | Aérodrome de Saint-Léonard                                                                                     | Saint-Léonard                     | Nouveau-Brunswick         |
| CYSM   | YSM  | Aéroport de Fort Smith                                                                                         | Fort Smith                        | Territoires du Nord-Ouest |
| CYSN   | YCM  | Aéroport St. Catharines/Niagara District                                                                       | St. Catharines                    | Ontario                   |
| CYSP   | YSP  | Aérodrome de Marathon                                                                                          | Marathon                          | Ontario                   |
| CYSQ   |      | Aéroport Atlin                                                                                                 | Atlin                             | Colombie-Britannique      |
| CYST   | YST  | Aéroport St. Theresa Point                                                                                     | St. Theresa Point                 | Manitoba                  |
| CYSU   | YSU  | Aérodrome de Summerside                                                                                        | Summerside                        | Île-du-Prince-Édouard     |
| CYSW   |      | Aéroport Sparwood/Elk Valley                                                                                   | Sparwood                          | Colombie-Britannique      |
| CYSY   | YSY  | Aéroport Sachs Harbour (David Nasogaluak Jr. Saaryuaq)                                                         | Sachs Harbour                     | Territoires du Nord-Ouest |
| CYSZ   |      | Aérodrome Sainte-Anne-des-Monts                                                                                | Sainte-Anne-des-Monts             | Québec                    |
| CYTA   | YTA  | Aéroport de Pembroke                                                                                           | Pembroke                          | Ontario                   |
| CYTE   | YTE  | Aéroport de Cape Dorset                                                                                        | Cape Dorset                       | Nunavut                   |
| CYTF   | YTF  | Aéroport Alma                                                                                                  | Alma                              | Québec                    |
| CYTH   | YTH  | Aéroport de Thompson                                                                                           | Thompson                          | Manitoba                  |
| CYTL   | YTL  | Aéroport de Big Trout Lake                                                                                     | Big Trout Lake                    | Ontario                   |
| CYTN   |      | Aérodrome Trenton                                                                                              | Trenton                           | Nouvelle-Écosse           |
| CYTQ   | YTQ  | Aéroport de Tasiujaq                                                                                           | Tasiujaq                          | Québec                    |
| CYTR   | YTR  | Aéroport CFB Trenton (Aéroport Trenton)                                                                        | Trenton                           | Ontario                   |
| CYTS   | YTS  | Aéroport Timmins/Victor M. Power                                                                               | Timmins                           | Ontario                   |
| CYTZ   | YTZ  | Aéroport Billy-Bishop de Toronto (Aéroport Toronto/Billy Bishop Toronto City)                                  | Toronto                           | Ontario                   |
| CYUB   | YUB  | Aéroport Tuktoyaktuk/James Gruben                                                                              | Tuktoyaktuk                       | Territoires du Nord-Ouest |
| CYUL   | YUL  | Aéroport international Pierre-Elliott-Trudeau de Montréal                                                      | Montréal                          | Québec                    |
| CYUT   | YUT  | Aéroport de Naujaat                                                                                            | Repulse Bay                       | Nunavut                   |
| CYUX   | YUX  | Aéroport de Hall Beach                                                                                         | Hall Beach                        | Nunavut                   |
| CYUY   | YUY  | Aéroport de Rouyn-Noranda                                                                                      | Rouyn-Noranda                     | Québec                    |
| CYVB   | YVB  | Aéroport de Bonaventure                                                                                        | Bonaventure                       | Québec                    |
| CYVC   | YVC  | Aéroport de La Ronge-Barber Field                                                                              | La Ronge                          | Saskatchewan              |
| CYVD   |      | Aérodrome Virden/R.J. (Bob) Andrew Field Regional                                                              | Virden                            | Manitoba                  |
| CYVG   |      | Aéroport Vermilion                                                                                             | Vermilion                         | Alberta                   |
| CYVK   | YVE  | Aéroport régional de Vernon                                                                                    | Vernon                            | Colombie-Britannique      |
| CYVM   | YVM  | Aéroport Qikiqtarjuaq                                                                                          | Qikiqtarjuaq                      | Nunavut                   |
| CYVO   | YVO  | Aéroport Val-d'Or                                                                                              | Val-d'Or                          | Québec                    |
| CYVP   | YVP  | Aéroport de Kuujjuaq                                                                                           | Kuujjuaq                          | Québec                    |
| CYVQ   | YVQ  | Aéroport Norman Wells                                                                                          | Norman Wells                      | Territoires du Nord-Ouest |
| CYVR   | YVR  | Aéroport international de Vancouver                                                                            | Vancouver                         | Colombie-Britannique      |
| CYVT   | YVT  | Aéroport de Buffalo Narrows                                                                                    | Buffalo Narrows                   | Saskatchewan              |
| CYVV   | YVV  | Aéroport Wiarton                                                                                               | Wiarton                           | Ontario                   |
| CYVZ   | YVZ  | Aéroport Deer Lake                                                                                             | Deer Lake                         | Ontario                   |
| CYWA   | YWA  | Aéroport Petawawa                                                                                              | Petawawa                          | Ontario                   |
| CYWG   | YWG  | Aéroport international James Armstrong Richardson de Winnipeg (Aéroport international de Winnipeg)             | Winnipeg                          | Manitoba                  |
| CYWH   | YWH  | Aéroport du Port de Victoria (Hydroaéroport Victoria Harbour)                                                  | Victoria                          | Colombie-Britannique      |
| CYWJ   | YWJ  | Aéroport Déline                                                                                                | Délįne                            | Territoires du Nord-Ouest |
| CYWK   | YWK  | Aéroport de Wabush                                                                                             | Wabush                            | Terre-Neuve-et-Labrador   |
| CYWL   | YWL  | Aéroport de Williams Lake (Aéroport Williams Lake Regional)                                                    | Williams Lake                     | Colombie-Britannique      |
| CYWM   |      | Aéroport Athabasca                                                                                             | Athabasca                         | Alberta                   |
| CYWP   | YWP  | Aéroport de Webequie                                                                                           | Webequie                          | Ontario                   |
| CYWV   | YWV  | Aérodrome Wainwright                                                                                           | Wainwright                        | Alberta                   |
| CYWY   | YWY  | Aéroport de Wrigley                                                                                            | Wrigley                           | Territoires du Nord-Ouest |
| CYXC   | YXC  | Aéroport de Cranbrook/Rocheuses canadiennes                                                                    | Cranbrook                         | Colombie-Britannique      |
| CYXE   | YXE  | Aéroport international John G. Diefenbaker de Saskatoon - (Aéroport Saskatoon International)                   | Saskatoon                         | Saskatchewan              |
| CYXH   | YXH  | Aéroport de Medicine Hat                                                                                       | Medicine Hat                      | Alberta                   |
| CYXJ   | YXJ  | Aéroport de Fort St. John (Aéroport North Peace)                                                               | Fort St. John                     | Colombie-Britannique      |
| CYXK   | YXK  | Aéroport de Rimouski                                                                                           | Rimouski                          | Québec                    |
| CYXL   | YXL  | Aéroport de Sioux Lookout                                                                                      | Sioux Lookout                     | Ontario                   |
| CYXN   | YXN  | Aéroport de Whale Cove                                                                                         | Whale Cove                        | Nunavut                   |
| CYXP   | YXP  | Aéroport de Pangnirtung                                                                                        | Pangnirtung                       | Nunavut                   |
| CYXQ   | YXQ  | Aéroport de Beaver Creek                                                                                       | Beaver Creek                      | Yukon                     |
| CYXR   | YXR  | Aéroport régional d'Earlton-Timiskaming                                                                        | Earlton                           | Ontario                   |
| CYXS   | YXS  | Aéroport de Prince George                                                                                      | Prince George                     | Colombie-Britannique      |
| CYXT   | YXT  | Northwest Regional Aéroport                                                                                    | Terrace and Kitimat               | Colombie-Britannique      |
| CYXU   | YXU  | Aéroport international de London (Aéroport London)                                                             | London                            | Ontario                   |
| CYXX   | YXX  | Aéroport d'Abbotsford                                                                                          | Abbotsford                        | Colombie-Britannique      |
| CYXY   | YXY  | Aéroport international Erik Nielsen de Whitehorse                                                              | Whitehorse                        | Yukon                     |
| CYXZ   | YXZ  | Aéroport de Wawa                                                                                               | Wawa                              | Ontario                   |
| CYYB   | YYB  | Aéroport North Bay/Jack Garland (Aéroport North Bay)                                                           | North Bay                         | Ontario                   |
| CYYC   | YYC  | Aéroport international de Calgary                                                                              | Calgary                           | Alberta                   |
| CYYD   | YYD  | Aéroport de Smithers                                                                                           | Smithers                          | Colombie-Britannique      |
| CYYE   | YYE  | Aéroport Fort Nelson-Northern Rockies                                                                          | Fort Nelson                       | Colombie-Britannique      |
| CYYF   | YYF  | Aéroport régional de Penticton (Aéroport Penticton, Aéroport Penticton (Aéroport South Okanagan Regional))     | Penticton                         | Colombie-Britannique      |
| CYYG   | YYG  | Aéroport de Charlottetown                                                                                      | Charlottetown                     | Île-du-Prince-Édouard     |
| CYYH   | YYH  | Aéroport de Taloyoak                                                                                           | Taloyoak                          | Nunavut                   |
| CYYJ   | YYJ  | Aéroport international de Victoria                                                                             | Victoria                          | Colombie-Britannique      |
| CYYL   | YYL  | Aéroport de Lynn Lake                                                                                          | Lynn Lake                         | Manitoba                  |
| CYYM   |      | Aéroport Cowley                                                                                                | Cowley                            | Alberta                   |
| CYYN   | YYN  | Aéroport de Swift Current                                                                                      | Swift Current                     | Saskatchewan              |
| CYYO   |      | Aérodrome Wynyard/W. B. Needham Field                                                                          | Wynyard                           | Saskatchewan              |
| CYYQ   | YYQ  | Aéroport de Churchill                                                                                          | Churchill                         | Manitoba                  |
| CYYR   | YYR  | CFB Goose Bay (Aéroport Goose Bay)                                                                             | Happy Valley-Goose Bay            | Terre-Neuve-et-Labrador   |
| CYYT   | YYT  | Aéroport international de St. John's                                                                           | Saint-Jean                        | Terre-Neuve-et-Labrador   |
| CYYU   | YYU  | Aéroport de Kapuskasing                                                                                        | Kapuskasing                       | Ontario                   |
| CYYW   | YYW  | Aéroport Armstrong                                                                                             | Armstrong                         | Ontario                   |
| CYYY   | YYY  | Aéroport de Mont-Joli                                                                                          | Mont-Joli                         | Québec                    |
| CYYZ   | YYZ  | Aéroport international Pearson de Toronto (Aéroport Toronto/Lester B. Pearson International, Aéroport Pearson) | Toronto                           | Ontario                   |
| CYZD   | YZD  | Aéroport Toronto/Downsview (Aéroport Downsview)                                                                | Toronto                           | Ontario                   |
| CYZE   | YZE  | Aéroport Gore Bay-Manitoulin                                                                                   | Gore Bay                          | Ontario                   |
| CYZF   | YZF  | Aéroport de Yellowknife                                                                                        | Yellowknife                       | Territoires du Nord-Ouest |
| CYZG   | YZG  | Aéroport de Salluit                                                                                            | Salluit                           | Québec                    |
| CYZH   | YZH  | Aéroport de Slave Lake                                                                                         | Slave Lake                        | Alberta                   |
| CYZP   | YZP  | Aéroport de Sandspit                                                                                           | Sandspit                          | Colombie-Britannique      |
| CYZR   | YZR  | Aéroport de Sarnia Chris Hadfield                                                                              | Sarnia                            | Ontario                   |
| CYZS   | YZS  | Aéroport de Coral Harbour                                                                                      | Coral Harbour                     | Nunavut                   |
| CYZT   | YZT  | Aéroport de Port Hardy                                                                                         | Port Hardy                        | Colombie-Britannique      |
| CYZU   | YZU  | Aéroport de Whitecourt                                                                                         | Whitecourt                        | Alberta                   |
| CYZV   | YZV  | Aéroport de Sept-Îles                                                                                          | Sept-Îles                         | Québec                    |
| CYZW   | YZW  | Aéroport de Teslin                                                                                             | Teslin                            | Yukon                     |
| CYZX   | YZX  | CFB Greenwood (Aéroport Greenwood)                                                                             | Greenwood                         | Nouvelle-Écosse           |
| CYZY   | YZY  | Aéroport de Mackenzie                                                                                          | Mackenzie                         | Colombie-Britannique      |